# 玉骨遥
《玉骨遥》，2023年中国大陆电视剧，改编自沧月《镜》系列前传小说《朱颜》。由蒋家骏执导，肖戰和任敏領銜主演。於2023年7月2日腾讯视频首播，台灣由iQIYI國際版播出。

## 播放平台
| 頻道     | 所在地   | 日期          | 時間  | 備註                                                |
| 腾讯视频 | 中国大陆 | 2023年7月2日  | 18:00 | VIP會員，每日更新2集. 7月17日玉骨遥点映礼提前大結局 |
| 八度空间 | 马来西亚 | 2023年8月30日 | 21:00 | 星期一至四播一集                                    |
| Netflix  | 全球     | -             | -     | 每天新增2-3集 2023年7月27日全集上架                 |

## 剧情简介
在一片名为“云荒”世外之地，共同生活着空桑人族、鲛族及冰族。孤高清冷的空桑世子时影（肖战饰）及热情仗义的赤族郡主朱颜（任敏饰）因一花（雪寒薇）之恩，结下命劫夙缘，两人为了守护空桑夢華王朝而共渡难关。

## 演员列表

### 主要角色
| 演員                  | 角色 | 介紹 | 国语配音 |
| 肖战 （少年：簡宇熙） | 时影 | 空桑世子→九嶷山司徒→少司命→空桑世子→應劫亡 北冕帝、白嫣之子，是個孤高清冷的空桑世子，也是神官。朱顏的師父，亦是重明神鳥的仙友。                                                                  |          |
| 任敏 （少女：李熙媛） | 朱颜 | 赤族郡主 熱情仗義的赤族郡主，人稱絳珠飛焰，西荒赤王獨女，時影的首徒，從王宮初見時就喜歡時影。為救止淵，而對著來殺止淵的時影面前說喜歡的人是止淵。被止淵誤以為是赤珠翡麗的轉世。 参见九嶷山、赤族 | 徐佳琦   |

### 空桑

#### 九嶷山
- 神官：可修習法術（法術功力從低至高概分四等位階：司徒→司馬→司空→司命）。
- 神僕：不可修習法術。

| 演員   | 角色   | 介紹 | 国语配音 |
| 韩栋   | 時鈺   | 九嶷山大司命→殞落 空桑皇族北冕帝之弟，時影的叔叔。後為抵禦冰族十巫來犯而亡。 参见皇族 | 彭尧     |
| 肖战   | 时影   | 空桑世子→九嶷山司徒→少司命→自貶為凡→世子→應劫亡 位居：清修殿（少司命修行之所）。 参见主要角色、皇族 |          |
| 任敏   | 朱颜   | 赤族郡主→少司命首徒 少司命時影的首徒（於終極測試，打敗白雪鹭，贏得首徒名分，排位為第287位）。 参见主要角色、赤族 | 徐佳琦   |
| 王楚然 | 白雪鹭 | 白族郡主曾是少司命時影的記名弟子，後爭奪首徒之位失利。 参见白族 | 路小漫   |
| 盧昱曉 | 白雪莺 | 白族郡主曾是少司命時影的記名弟子，後自動放棄爭奪首徒之位。 参见白族 | 马海燕   |
| 王子奇 | 青罡   | 青族影武士曾是少司命時影的記名弟子，後自動放棄爭奪首徒之位。 参见青族 | 张福正   |
| 李明德 | 重明   | 九嶷山神鸟 雲荒博物上記載：其為上古神鸟，百雀之王，因眼生雙瞳，又名雙睛神獸，狀如鳳舞，鳴似龍吟，上飛九天，下落五洋，文能取世間百草，以妙手回春，武能虎豹熊羆，能退魑魅魍魎。其羽雪潔，可避毒邪，三年一換，是乃歲貢上品。 其性格傲娇，化人时為少年模样，说话老气横秋，總語出驚人，對美容美膚一事異常在意，迄今為止已活了九千年 | 张赫     |

#### 皇族
| 演員   | 角色          | 介紹 | 国语配音 |
| 肖战   | 时影          | 空桑世子→應劫亡 参见主要角色、九嶷山 |          |
| 葉盛佳 | 时雨          | 空桑二王子→繼任空桑帝君 時影最疼愛的弟弟，喜歡白族的郡主雪鶯。後娶其為妻。                                                                                | 孫志誠   |
| 盧昱曉 | 白雪鶯        | 白族郡主 性格温柔單纯，喜歡時雨。後嫁其為妻（後繼任為后）。 参见白族                                                                                      | 施燕燕   |
| 韩栋   | 時鈺          | 九嶷山大司命 北冕帝之弟，時影的叔叔。少年時愛慕白嫣，在皇后白嫣被打入冷宮並引火自焚之際，受王后所託，照顧時影並成為其師父。一心想讓時影回歸嘉蘭世子身分。 | 彭尧     |
| 何晟铭 | 北冕帝／ 時珺 | 空桑帝君→駕崩 白嫣的夫君、時影的父親、大司命之兄，寵溺秋水。親眼目睹被陷害的時影殺死秋水，憤而將皇后褫奪后位打入冷宮。                                        | 汤水雨   |

#### 白族
| 演員   | 角色   | 介紹 | 國語配音 |
| 王楚然 | 白雪鷺 | 白族郡主→白王 白王庶長女、白嫣皇后姪女，雪鶯之姐，因母親出身煙花，才貌双全，養成爭強好勝的性格，為了母親牌位可以進白府祠堂，不惜違背本心。最終有情人終成眷屬，喜歡青罡。最後擁有白族至寶素月環，成為白族術法第一人。 | 路小漫   |
| 盧昱曉 | 白雪鶯 | 白族郡主 白王嫡次女、白嫣皇后姪女，雪鷺之妹，性格温柔單纯，喜歡時雨。 | 施燕燕   |
| 曾黎   | 白嫣   | 空桑皇后 時影母親，被秋水陷害而打入冷宮，後為保假死的時影，吞炭自盡，最後還其清白，諡號仁嘉皇后。 | 馬海燕   |
| 張磊   | 白敬安 | 白王→庶人 白雪鷺、白雪鶯、白風麟父王。 |          |
| 樊霖鋒 | 白風麟 | 葉城總督驍騎將軍→賜死 白王獨子，時影表弟，雪鶯、雪鷺之兄，庶子，素來看不起鮫人，欲拿鮫族大作文章建功立業，向海國軍偷傳情報，試圖延長戰火，以凝碧珠賺取暴利，平息戰亂，位極人臣。最初擁有白族至寶素月環。             | 馬語非   |
| 陳嘉欣 | 翠荷   | 白雪鷺侍女 |          |
| 韓儲鴿 | 翠柳   | 白雪鶯侍女 |          |
| 未登場 | 白薇   | 白薇皇后 星尊大帝琅玕的妻子，空桑的開國皇后，后土神戒擁有者。 |          |

#### 青族
| 演員   | 角色   | 介紹 | 国语配音 |
| 王子奇 | 青罡   | 青族影武士→青王（全劇第二任）→禪位 青族旁支庶出，本性純良，個性耿直，卻被青王、青妃利用，欲以鵲踏枝毒害時影，喜歡白族的郡主雪鷺。後繼任為青王，因與妻子（現職白王）分隔兩地，自請卸職轉而陪附白王。 | 张福正   |
| 陳紫函 | 青雲   | 空桑皇妃 青妃， 位居：青雲宮。 青王的妹妹，與哥哥一同謀劃策略，欲讓時雨為空桑成為唯一的繼承人，不惜用蠱蟲荼害北冕帝，後自刎而亡。                                                                   | 王瑜     |
| 阮聖文 | 青東方 | 青王（全劇第一任）→庶民 青妃的哥哥，與冰族勾結，欲奪后土神戒。欲殺時影，讓時雨成為唯一的繼承人 | 栾立勝   |
| 未登場 | 青翼   | 青王（全劇第三任） 現任青王青罡禪位，由其繼任。 |          |

#### 赤族
| 演員   | 角色     | 介紹 | 国语配音 |
| 任敏   | 赤珠翡麗 | 遠祖之赤族族長 天極風城城主，朱颜高祖母，小字曜仪，是鮫人止淵200年前心儀之人，身中冰族的咒術是無法轉世，她只能將一抹殘識寄託於私物赤珠之中，以陪在止淵身邊。 |          |
| 任敏   | 朱颜     | 赤族郡主参见主要角色、九嶷山 | 徐佳琦   |
| 郭軍   | 朱高照   | 赤王 朱颜父王，對朱颜相當疼愛。劇末，為避免牽累女兒，與妻雙雙自戗而亡。                                                                                      | 高旭東   |
| 楊明娜 | 朱裳湘   | 赤王妃 朱颜母妃，對朱颜相當疼愛。劇末，為避免牽累女兒，與君夫雙雙自戗而亡。                                                                                  |          |
| 丁潔   | 玉緋     | 郡主侍女 |          |
| 胡小庭 | 盛嬤嬤   | 赤族嬤嬤 |          |

#### 霍图部
- 西荒赤族轄下一小部族。

| 演員   | 角色       | 介紹 | 国语配音 |
| 黑子   | 老王爺     | 霍图部老王爺 柯尔克、蘇摩父王，大妃與大巫師聯合殺害身亡。                                                                 |          |
| 此沙   | 柯尔克親王 | 霍图部世子 大妃之子，朱顏指婚對象，後自殺謝罪。                                                                           |          |
| 胡彩虹 | 蘇達大妃   | 霍图部大妃 柯尔克親王母妃，與大巫師言聽計從，卻不知被大巫師利用殺害老王爺，欲控制假朱顏，進而控制赤族、控制西荒，後自盡。 |          |
| 彭杨   | 魚姬       | 霍图部寵妾 鮫人，老王爺寵姬，被大妃毒啞，後被海國軍所殺。                                                                 |          |
| 张宇轩 | 蘇摩       | 海皇 鮫人，魚姬之子，目睹母妃被海國軍所殺，痛恨海國軍，被澗長老用了改夢之術，陷入對空桑的痛恨之夢中。                     |          |
| 童虎   | 大巫师     | 霍图部大巫師 擅黑巫術，私下與青妃聯手。                                                                                   |          |

### 鲛族
- 原居地：碧落海。

| 演員   | 角色       | 介紹 | 国语配音 |
| 方逸伦 | 赤渊／止淵 | 海國軍左權使→赤王府管家→（被逐出）→海皇替身→伏誅 鮫人，喜歡200年前朱顏的高祖母赤珠翡麗，止姓為海皇以下第一姓，為了保護真實的海皇，被時影誤會，為鮫人犧牲，先前龍神在其身上種下龍息，因而不致魂飛魄散，後又被破壞神虛遙趁隙附身，後為保全剩餘族人與赤族朱顏，而自我犧牲。 | 杨凯祺   |
| 陈欣予 | 秋水歌姬   | 空桑皇妃 鮫人，葉城星海雲庭之成員，海國軍成員亦是鮫人死士，澗長老命其潛伏北冕帝身邊，陷害世子時影，離間父子使其反目成仇。 |          |
| 張彬   | 止淵父親   | 止淵父親 鮫人，止淵與如意之父。 |          |
| 国依铭 | 澗長老     | 鮫族長老 鮫人，為了復國不惜傷害同族，澗長老對蘇摩用了改夢之術，藉此控制蘇摩，後被止淵所殺。 |          |
| 王伊瑶 | 如意／止冰 | 止淵妹妹 鮫人，本名止冰，葉城星海雲庭的花魁，海國軍成員，為了保護止淵，如意已經用夢境將自己原有的記憶覆蓋，與止淵所有的記憶遺忘。 |          |

### 冰族
| 演員   | 角色 | 介紹 | 国语配音 |
| 陳志健 | 巫咸 | 十巫首領 被虛遙控制的星尊大帝讓其龜息假死，又讓時影滅掉星尊軀殼換取時影信任。十巫全滅，只要十巫首領不死，首領隨時可以替換其成員。劇末，被時影誅殺。 |          |
| 劉亞西 | 巫姑 | 十巫 十巫之一。 |          |
| 徐偉   | 巫真 | 十巫 十巫之一。 |          |

### 其他演員
| 演員   | 角色   | 介紹 | 国语配音 |
| 羅嘉良 | 琅玕   | 星尊大帝 白薇皇后的丈夫，空桑的開國皇帝，皇天神戒擁有者，後被虛遙控制執念與冰族勾結，只因不願見到空桑落敗，所以想要親手將其毀滅，然後重建秩序，成了冰族口中的智者。 | 劉琮     |
| 未登場 | 虛遙   | 破壞神 雲荒原始二神的滅世之神。擅長激發宿主身上最陰暗自私的執念，為己所用。受破壞神的蠱惑之力影響，先利用星尊大帝對白薇的感情，後來利用止淵對曜儀的執念。           |          |
| 任希鴻 | 藍田玉 | 藍王 |          |
| 沈雪煒 | 玄遠之 | 玄王 |          |
| 朱嘉鎮 | 紫王   | 紫王 |          |
| 余芷慧 | 紫芊芊 | 紫族郡主 |          |
| 文婕   | 玄霜   | 玄族郡主 |          |

## 制作
2017年，作家沧月继续创作其《镜》系列奇幻小说，出版前传《镜·朱颜》。2018年底，腾讯推出《镜·朱颜》漫画。
2021年3月29日，根据《镜·朱颜》改编的本剧在横店影视城开机。拍摄采用实景和搭景结合的方式进行，沙漠绿洲和天极风城场景在内蒙古阿拉善盟取景。8月4日于银川杀青。

## 電視劇原聲帶
| 《玉骨遙》電視劇原聲帶 | 《玉骨遙》電視劇原聲帶 | 《玉骨遙》電視劇原聲帶 | 《玉骨遙》電視劇原聲帶 | 《玉骨遙》電視劇原聲帶 | 《玉骨遙》電視劇原聲帶 |
| 曲序                   | 曲目                   |                        | 作曲                   | 编曲                   | 演唱                   |
| ---------------------- | ---------------------- | ---------------------- | ---------------------- | ---------------------- | ---------------------- |
| 1.                     | 奈何（片尾曲）         | 小柯                   | 小柯                   | 小柯                   | em                     |
| 2.                     | 生生（主題曲）         | 何佳樂                 | 何佳樂                 | 田汩                   | 毛不易                 |
| 3.                     | 許我一生（片頭曲）     | 羅錕                   | 張贏                   | 于韵非                 | 袁婭維                 |
| 4.                     | 玉骨遙（插曲）         | 羅錕                   | 張贏                   | 羅錕                   | 胡夏                   |
| 5.                     | 訴衷情（插曲）         | 郝智文                 | 尤雅琪                 | 于韵非                 | 劉惜君                 |
| 6.                     | 傾許（插曲）           | 郝智文                 | 羅錕                   | 于韵非                 | EN                     |
| 7.                     | 夢回（插曲）           | 張贏                   | 羅錕                   | 羅錕                   | 譚杰希                 |
| 8.                     | 我心似你（插曲）       | 王乙慶                 | 孫艾蔡                 | 于韵非                 | 雙笙陳元汐             |

## 电视节目的变迁
| 马来西亚 八度空间 亚洲精选 星期一至四 21:00 - 22:00                              | 马来西亚 八度空间 亚洲精选 星期一至四 21:00 - 22:00 | 马来西亚 八度空间 亚洲精选 星期一至四 21:00 - 22:00 |
| -------------------------------------------------------------------------------- | --------------------------------------------------- | --------------------------------------------------- |
|                                                                                  | 玉骨遥 （2023年8月30日－2023年11月13日） 16         |                                                     |
| 长月烬明 (2023年6月5日-2023年8月10日) 女神请登录 （2023年8月14日-2023年8月29日） | 长相思 (第一季) （2023年11月14日－2024年1月18日）   |                                                     |